# 毛尔托尼·亚诺什
毛尔托尼·亚诺什（匈牙利語：Martonyi János；1944年4月5日—），匈牙利政治人物，现任匈牙利外交部长。

## 生平
毛尔托尼生于克卢日-纳波卡（今属罗马尼亚）。曾于1998–2002、2010年至今两次担任外交部长。

## 荣誉

### 外国勋章奖章
- 旭日大绶章（日本，2015年11月3日公布[1]）